# Římskokatolická farnost Chvalkovice u Bučovic
Římskokatolická farnost Chvalkovice u Bučovic je územní společenství římských katolíků s farním kostelem svatého Bartoloměje ve slavkovském děkanství. Do farnosti patří obce Chvalkovice a Nemochovice.

## Historie farnosti
Fara se ve Chvalkovicích připomíná již roku 1389. V 16. století se ostala do rukou nekatolíků, až zanikla docela. Nějaký čas byla administrována z Litenčic, pak z Nových Hvězdlic a opět z Litenčic, až do roku 1689. Tohoto roku je zmiňován farář Václav Neubauer, nejdéle působili Jan Hoss (1716–1731), Karel Smejkal (1731–1764), Josef Kodin (1764–1791), Josef Vojáček (1792–1810), Vincenc Wolf (1814–1835), Karel Josef Drechsler (1836–1870), Josef Pospěch (1871–1895), od roku 1895 Jan Tenora. Pamětní kniha farní se vede od roku 1836, matriky od roku 1678.

## Duchovní správci
Od 1. srpna 2011 je administrátorem excurrendo P. ICLic. Mgr. Miroslav Slavíček z Brankovic.

## Bohoslužby
| Kostel                     | Místo       | Bohoslužba (den) | Hodina     | Poznámka        |
| -------------------------- | ----------- | ---------------- | ---------- | --------------- |
| kostel svatého Bartoloměje | Chvalkovice | neděle středa    | 9.30 17.00 | farní kostel    |
| kostel svatého Floriána    | Nemochovice | čtvrtek          | 17.00      | filiální kostel |

## Aktivity ve farnosti
Dnem vzájemných modliteb farností za bohoslovce a bohoslovců za farnosti brněnské diecéze je 13. únor. Adorační den připadá na 4. srpna 
Ve farnosti se pravidelně pořádá tříkrálová sbírka. V roce 2016 se při sbírce vybralo ve Chvalkovicích 5 879 korun, v Nemochovicích 9 294 korun. 